# Марфенина, Ольга Евгеньевна
О́льга Евге́ньевна Марфе́нина (28 апреля 1949, Москва — 13 июня 2017, там же) — советский и российский микробиолог, специалист по почвенной микробиологии, доктор биологических наук (1999), профессор МГУ.

## Биография
Родилась 28 апреля 1949 года в Москве. Оба родителя были биологами. Отец, Е. М. Лебедев, — зоолог, мать, Г. Д. Лебедева — специалист по водной токсикологии. В 1971 году окончила биолого-почвенный факультет МГУ. Дипломную работу выполняла под руководством Татьяны Григорьевны Мирчинк на кафедре биологии почв. В 1976 году под руководством Т. Г. Мирчинк и Николая Сергеевича Авдонина защитила кандидатскую диссертацию по теме «Влияние длительного применения минеральных удобрений и известкования на микрофлору дерново-подзолистых почв». С 1977 года работала в МГУ. В 1999 году защитила докторскую диссертацию по теме «Антропогенные изменения комплексов микроскопических грибов в почвах». Муж — Николай Николаевич Марфенин. Погибла 13 июня 2017 года.

## Научная деятельность
Исследования Марфениной посвящены почвенным грибам. Она выявила закономерности изменения почвенной микобиоты при воздействии различных антропогенных факторов, в том числе под влиянием промышленного, транспортного, сельскохозяйственного загрязнений, а также в условиях городской среды, при рекреационной, пастбищной дегрессии. Установила, что продолжительное использования азотных удобрений приводит снижению видового разнообразия почвенных грибов и возрастанию роли фитотоксичных видов. Изучила особенности циклов развития микромицетов в почвах. Считается основателем исследований в области археологической микологии.
В 1978—1987 годах возглавляла студенческие рекреационно-биоценологические экспедиции МСОП. Была руководителем 10 кандидатских диссертаций.
Входила с состав диссертационного совета по экологии при ИПЭЭ РАН, была членом редколлегии журнала «Микология и фитопатология», состояла в президиуме Национальной академии микологии.

## Награды
Награждена медалями «Ветеран труда» и «В память 850-летия Москвы».

## Публикации
Опубликовала более 200 научных работ, в том числе 6 монографий.
- Марфенина О. Е. Микробиологические аспекты охраны почв.  Учеб. пособие для студентов биол.-почв. фак. и фак. почвоведения ун-тов. — М.: Изд-во МГУ, 1991. — 118 с. — ISBN 5-211-01863-X.
- Марфенина О. Е. Антропогенная экология почвенных грибов. — М.: Медицина для всех, 2005. — 195 с. — ISBN 5-936-49003-3.
- Марфенина О. Е., Иванова А. Е. Многоликая плесень // Наука и жизнь. — 2009. — № 10. — С. 17—24. — ISSN 0028-1263.
- Marfenina O. E., Danilogorskaya A. A. Effect of elevated temperatures on composition and diversity of microfungal communities in natural and urban boreal soils, with emphasis on potentially pathogenic species (англ.) // Pedobiologia. — 2017. — Vol. 60. — P. 11—19. — ISSN 0031-4056. — doi:10.1016/j.pedobi.2016.11.002.